# Skrytěnka
Skrytěnka (Crypsis) je rod trav z čeledi lipnicovité. Mají krátké listy. Jsou původní v Eurasii a v Africe, ale jako nepůvodní druhy jsou známy i z jiných kontinent.
V ČR se pravděpodobně vyskytuje pouze skrytěnka bodlinatá (Crypsis aculeata).